# Veias digitais dorsais da mão
As veias digitais dorsais da mão são veias da mão.